# S/2004 S 13
S/2004 S 13 ist einer der kleineren äußeren Monde des Planeten Saturn.

## Entdeckung
Die Entdeckung von S/2004 S 13 durch David C. Jewitt, Scott S. Sheppard, Jan Kleyna und Brian G. Marsden auf Aufnahmen vom 12. Dezember 2004 bis zum 9. März 2005 wurde am 3. Mai 2005 bekannt gegeben.

## Bahndaten
S/2004 S 13 umkreist Saturn auf einer retrograden exzentrischen Bahn in rund 905 Tagen und 20 Stunden. Die Bahnexzentrizität beträgt 0,261, wobei die Bahn mit 167,38° gegen die Ekliptik geneigt ist.

## Aufbau und physikalische Daten
S/2004 S 13 besitzt einen Durchmesser von etwa 6 km.